# Pasquale Di Pietro
Pasquale Di Pietro (Terni, 25 marzo 1894 – ...) è stato un ciclista su strada italiano.
Professionista tra il 1923 ed il 1925.

## Carriera
Si distinse ottenendo alcuni piazzamenti, oltre a vittorie in corse minori nell'Italia meridionale. Partecipò al Giro d'Italia tra il 1923 ed il 1925, terminando quest'ultima edizione al decimo posto. Partecipò anche al Tour de France 1924, ritirandosi per la rottura della forcella.

## Palmares
- 1923 (Individuale, quattro vittoria)

Classifica generale Giro dell'Irpinia
Coppa Eco di Messina
Giro della Sabina
Reggio Calabria-Montelione

## Piazzamenti

### Grandi giri
- Giro d'Italia

1923: 23º
1925: 10º
- Tour de France

1924: ritirato (7ª tappa)

### Classiche
- Milano-Sanremo

1923: 25º
- Giro di Lombardia

1924: 30º